# Podilymbus
A Podilymbus  a vöcsökalakúak (Podicipediformes) rendjébe, ezen belül a vöcsökfélék (Podicipedidae) családjába tartozó nem.
Egy élő és egy kihalt gyűrűscsőrű vöcsök faj tartozik a nemhez.

## Rendszerezés
A nembe az alábbi 2 faj tartozik:
- óriásvöcsök (Podilymbus gigas) – kihalt
- gyűrűscsőrű vöcsök vagy szalagos vöcsök  (Podilymbus podiceps)

## Külső hivatkozások
- Képek az interneten a nembe tartozó fajokról